# Sokoto (stan)
Sokoto – stan w północnej części Nigerii.
Sokoto sąsiaduje ze stanami Zamfara i Kebbi. Jego stolicą jest Sokoto. Powstał w 1967. Oddzielano od niego kolejno stany Niger (1976), Kebbi (1991) i Zamfara (1996). Sokoto jest zamieszkane głównie przez Hausa.
W stanie rozwinął się przemysł cementowy, włókienniczy, spożywczy oraz papierniczy. Ludność stanu zajmuje się uprawą orzeszków ziemnych, bawełny, tytoniu i zbóż oraz hodowlą bydła, wielbłądów, kóz i owiec.
Sokoto jest podzielone na 23 samorządowe obszary lokalne:
| - Binji - Bodinga - Dange Shuni - Gada - Goronyo - Gudu - Gwadabawa - Illela | - Isa - Kebbe - Kware - Rabah - Sabon Birni - Shagari - Silame - Sokoto Północne | - Sokoto Południowe - Tambuwal - Tangaza - Tureta - Wamako - Wurno - Yabo |